# Myrmeleon formicarioides
Myrmeleon formicarioides är en insektsart som beskrevs av Herman Willem van der Weele 1905. 
Myrmeleon formicarioides ingår i släktet Myrmeleon och familjen myrlejonsländor. Inga underarter finns listade i Catalogue of Life.